# Cell 213
Cell 213 (Brasil: Cela 213: Bem-vindo ao Inferno ) é um filme de terror produzido nos Estados Unidos, dirigido por Stephen T. Kay e lançado em 2011. Foi protagonizado por Bruce Greenwood, Eric Balfour e Michael Rooker.
Foi lançado no Brasil diretamente em DVD no dia 7 de janeiro de 2016.